# Andreas Osiander

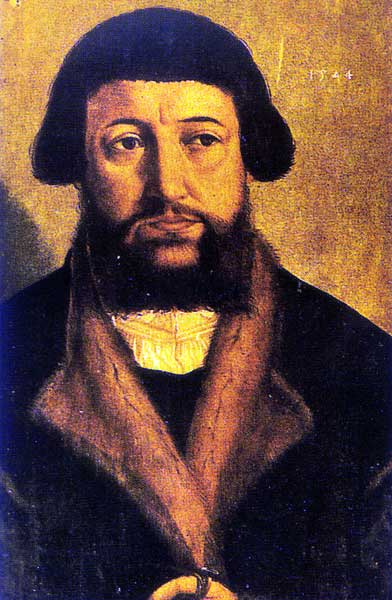
Andreas Osiander, en un retrato pintado por Georg Pencz.

Andreas Osiander (19 de diciembre de 1498 - 17 de octubre de 1552) fue un teólogo y editor literario protestante alemán. Es fundamentalmente recordado por la polémica misiva o prefacio que añadió a la principal obra de Nicolás Copérnico, De Revolutionibus Orbium Coelestium (Sobre la revolución de las esferas celestes).
En 1523, persuadió a Alberto de Prusia, Gran Maestre de la Orden Teutónica, para que se convirtiera a la fe luterana.

## El prefacio a De Revolutionibus Orbium Caelestium
Debido a la polémica concepción del universo que la obra del astrónomo polaco planteaba, fundamentalmente heliocéntrica y renunciando a los principios aristotélicos de homocentrismo celeste y geoestaticismo, Andreas Osiander, curtido en la edición de literatura matemática, se carteó con Copérnico refiriéndose a una carta que dicho autor escribió al entonces papa Pablo III y le comentó sus temores en referencia a la recepción de la obra por parte de sectores cristianos y peripatéticos. Por ello, Osiander aconseja a Copérnico apelar a la clásica distinción que separa a la astronomía (una materia meramente calculatoria, basándose en supuestos no físicos) de la cosmología (que da a sus objetos realidad física; en la época, la cosmología imperante era la aristotélico-ptolemaica) para desarmar posibles críticas acerca de este punto.
Finalmente decide tomar la iniciativa y publica el libro en 1543 añadiendo un prefacio no firmado de forma totalmente independiente, pues Copérnico no sigue esta recomendación. En dicho prefacio explica que el modelo descrito en el libro no debía ser entendido como una descripción del Universo como este realmente era, sino como una herramienta matemática para aclarar y simplificar los cálculos que tienen que ver con el movimiento de los planetas. Dirá que la labor del astrónomo es proceder con un conjunto de datos y plantear una hipótesis sobre las causas de éstos, aun cuando éstas no sean racionales, (identificando lo racional con lo aceptado por la iglesia católica).
El Prefacio de Osiander o Prólogo de Osiander es el primer comentario previo a la obra "De revolutionibus" (sobre las revoluciones en latín) que apareció en las primeras ediciones de la obra de Copérnico. Durante mucho tiempo fue atribuido al propio Copérnico. El principal objetivo del prólogo, hecho sin el consentimiento de Copérnico, y además sin siquiera saber este que se iba a incluir en su obra, tenía por finalidad suavizar las controversias religiosas que el cambio del sistema geocéntrico podía causar.
Esto conllevará que el copernicanismo pierda dimensión revolucionaria a corto plazo, volviéndose inocuo e inocente, sin ser peligroso para el paradigma científico establecido y reduciéndose las pretensiones realistas de Copérnico, a pesar de que sí que permitirá una mayor difusión y divulgación. No obstante, el heliocentrismo copernicano ganará adeptos en la segunda mitad del siglo XVI que rechazarán esta misiva, como son Thomas Digges o Giordano Bruno (quien llegó a tildar a Osiander de "ignorante asno presuntuoso"). Osiander será por primera vez identificado como el autor del prefacio por Kepler en 1609.